# Relaciones Argentina-Croacia
Las relaciones Argentina–Croacia se refiere a las relaciones bilaterales entre la República Argentina y la República de Croacia. Ambas naciones disfrutan de relaciones amistosas, cuya importancia se centra en la historia de la inmigración croata a la Argentina. Hay aproximadamente una comunidad de 250.000 argentinos de ascendencia croata. Ambas naciones son miembros de las Naciones Unidas.

## Historia
En 1864, Argentina y el Imperio austrohúngaro (del que Croacia formaba parte en ese tiempo) establecieron relaciones diplomáticas. En 1918 después de la Primera Guerra Mundial, el Imperio Austro-Húngaro se disolvió y Croacia pronto se convirtió en parte de Yugoslavia. Después de la Segunda Guerra Mundial, aproximadamente 35.000 croatas emigran a Argentina. En junio de 1991, Croacia declaró su independencia de Yugoslavia.
Durante la guerra de independencia de Croacia, el gobierno argentino del presidente Carlos Menem contrabandeó armas a Croacia a pesar del embargo de las Naciones Unidas impuesto a Croacia (y todos los territorios de Yugoslavia). Las armas argentinas para Croacia se enviaron en siete envíos entre 1991 y 1995. Aproximadamente 400 argentinos (principalmente de ascendencia croata) lucharon por Croacia en la guerra de independencia del país. Argentina también aportó soldados a la Operación de las Naciones Unidas para el Restablecimiento de la Confianza en Croacia. En enero de 1993, el presidente argentino Carlos Menem realizó una visita a Croacia para visitar las tropas argentinas estacionadas en el país.
Luego de su independencia, Argentina reconoció y estableció relaciones diplomáticas con Croacia el 13 de abril de 1992, convirtiéndose en la primera nación del continente América en reconocer a Croacia. Poco después del establecimiento de relaciones diplomáticas, Croacia abrió una embajada residente en Buenos Aires. En 1994, el presidente croata Franjo Tuđman realizó una visita a Argentina, convirtiéndose en el primer jefe de Estado croata en visitar la nación sudamericana.
En mayo de 2003, el presidente argentino Néstor Kirchner Ostoić (de ascendencia croata) fue elegido Presidente de la Nación Argentina. En abril de 2010, la segunda reunión del grupo de amistad interparlamentario Croacia-Argentina se llevó a cabo en el Parlamento de Croacia en Zagreb y asistido por el Secretario de Relaciones Exteriores argentino Victorio Taccetti. En octubre de 2017, la viceministra de Croacia Zdravka Bušić realizó una visita a Argentina para asistir a la 2.ª Reunión de Consultas Políticas entre ambas naciones.
En marzo de 2018, la presidenta croata Kolinda Grabar-Kitarović realizó una visita a Argentina y se reunió con el presidente Mauricio Macri. Mientras estuvo en Argentina, la presidenta Grabar-Kitarović también viajó a Rosario y San Miguel de Tucumán para reunirse con miembros de la comunidad croata-argentina.

## Visitas de alto nivel

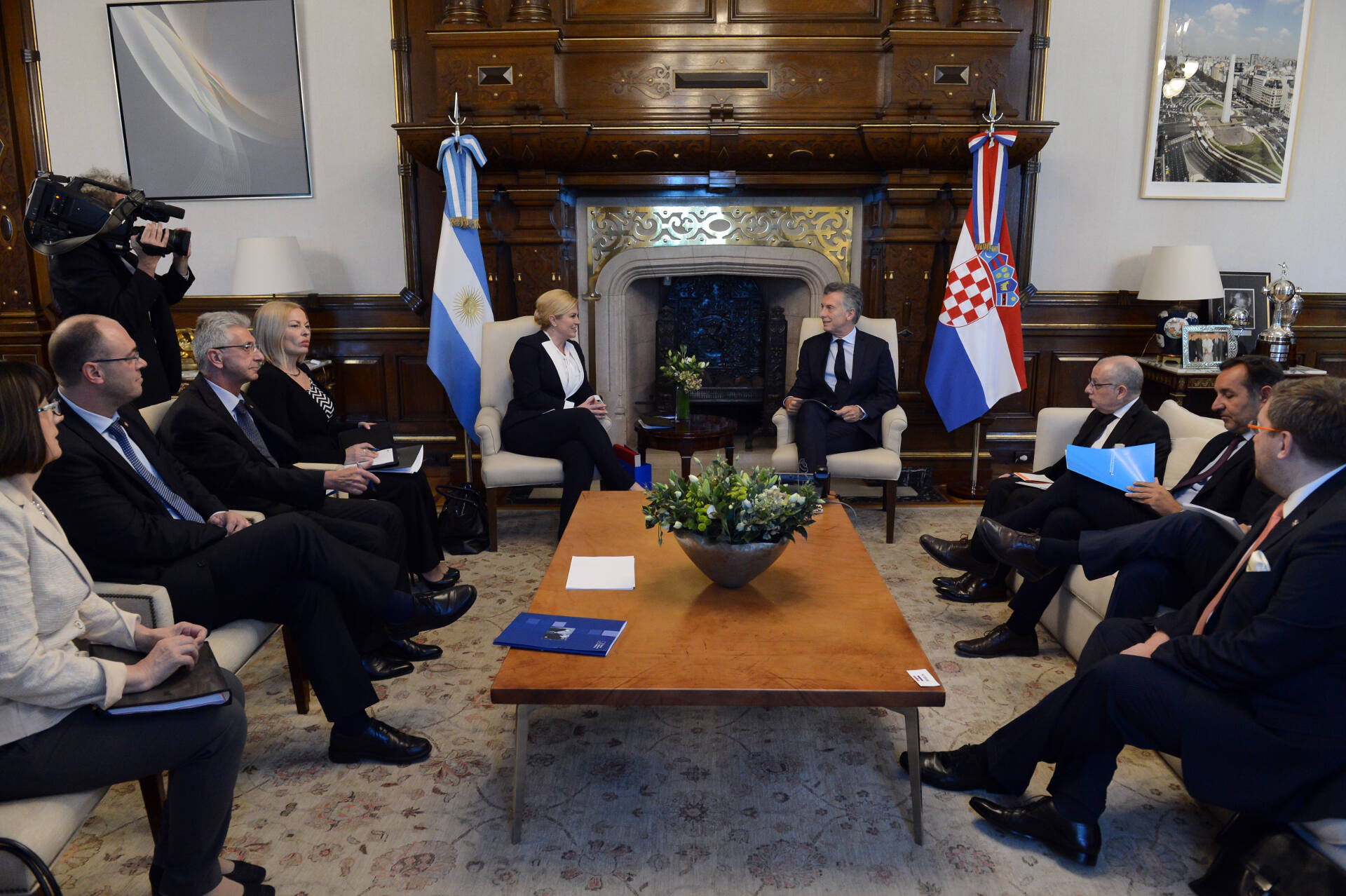
El presidente argentino Mauricio Macri y la presidenta croata Kolinda Grabar-Kitarović en Buenos Aires; marzo de 2018.

Visitas de alto nivel de Argentina a Croacia
- Presidente Carlos Menem (1993)
- Secretario de Relaciones Exteriores Victorio Taccetti (2010)

Visitas de alto nivel de Croacia a la Argentina
- Presidente Franjo Tuđman (1994)
- Presidenta Kolinda Grabar-Kitarović (2018)
- Viceministra de Relaciones Exteriores Zdravka Bušić (2017, 2018)

## Acuerdos Bilaterales

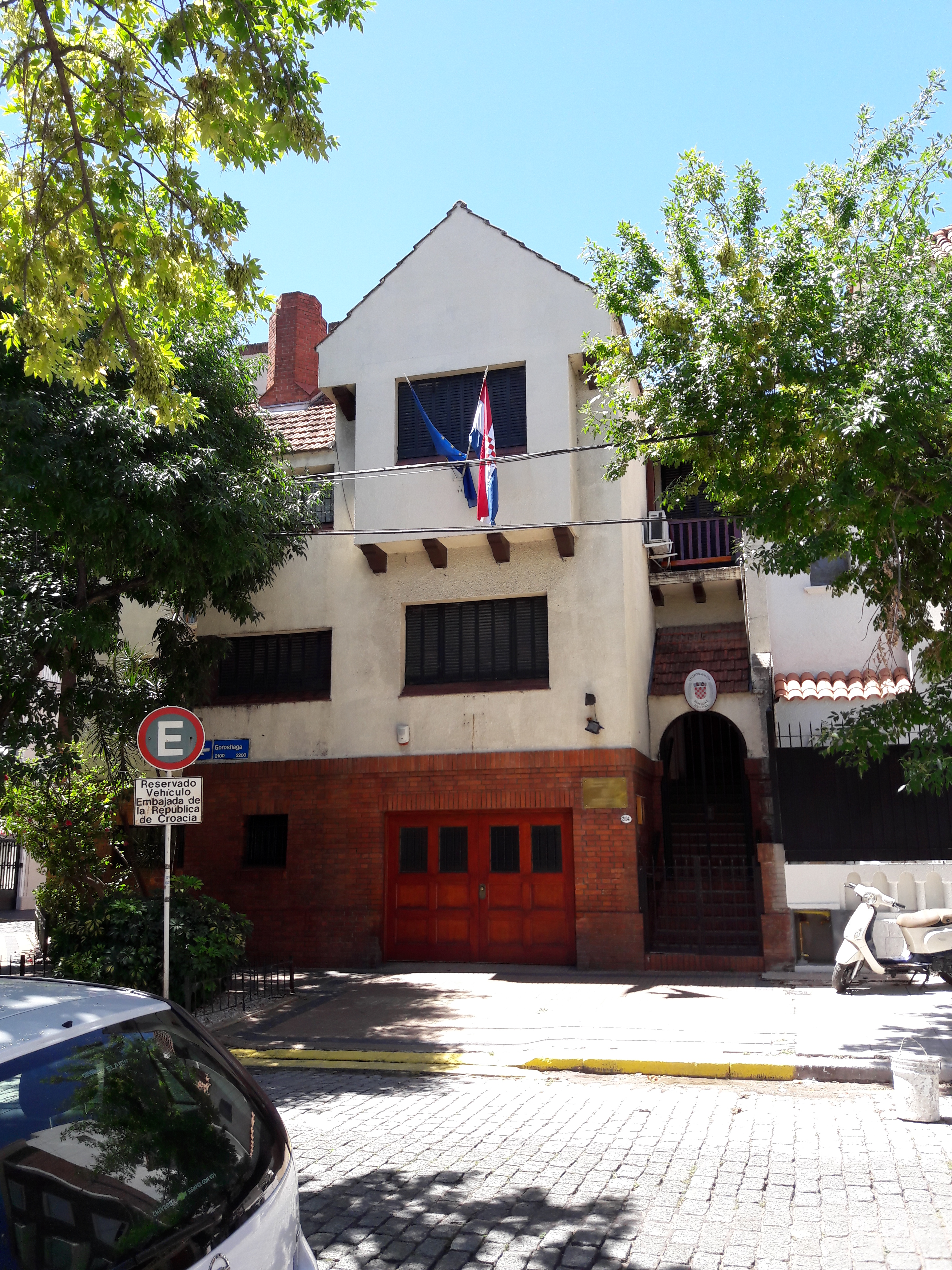
Embajada de Croacia en Buenos Aires

Ambas naciones han suscrito varios acuerdos bilaterales como un Acuerdo de la Promoción y Protección Mutua de Inversiones (1994); Acuerdo de Cooperación Comercial y Económica (1994); Acuerdo de Exención de Visa (1994); Convenio de Cooperación en Materia de Sanidad Animal (2000); Convenio de Cooperación Educativa (2007); Acuerdo de Cooperación Económica (2014); Acuerdo de Cooperación en los Campos de la Ciencia y la Tecnología (2014); Memorándum de Entendimiento en materia de la formación diplomática entre las academias diplomáticas de ambas naciones (2018); y un Acuerdo de Cooperación Cultural (2018).

## Misiones diplomáticas residentes
- Argentina está acreditado a Croacia desde su embajada en Budapest, Hungría.[12]
- Croacia tiene una embajada en Buenos Aires.[13]